# (87276) 2000 PE9
(87276) 2000 PE9 là một tiểu hành tinh vành đai chính. Nó được phát hiện bởi Robert H. McNaught ở Đài thiên văn Siding Spring ở Coonabarabran, New South Wales, Australia, ngày 6 tháng 8 năm 2000.